# Associazione Sportiva Biellese 1902 2005-2006
Questa voce raccoglie le informazioni riguardanti l'Associazione Sportiva Biellese 1902 nelle competizioni ufficiali della stagione 2005-2006.

## Rosa
| N. |                    | Ruolo | Calciatore           |
| -- | ------------------ | ----- | -------------------- |
|    | Italia (bandiera)  | C     | Andrea Amato         |
|    | Italia (bandiera)  | D     | Cristiano Bacci      |
|    | Italia (bandiera)  | D     | Chistian Berger      |
|    | Italia (bandiera)  | C     | Giacomo Biagi        |
|    | Italia (bandiera)  | A     | Roberto Bortolotto   |
|    | Italia (bandiera)  | C     | Mauro Calvi          |
|    | Italia (bandiera)  | D     | Luca Cantarello      |
|    | Italia (bandiera)  | C     | Cataldo Ceravolo     |
|    | Italia (bandiera)  | A     | Cristiano Colella    |
|    | Italia (bandiera)  | D     | Marco Comotto        |
|    | Italia (bandiera)  | A     | Matteo Fiorotto      |
|    | Italia (bandiera)  | C     | Giulio Fogaroli      |
|    | Italia (bandiera)  | P     | Gian Filippo Gerardi |
|    | Algeria (bandiera) | A     | Abdelkader Ghezzal   |

| N. |                   | Ruolo | Calciatore           |
| -- | ----------------- | ----- | -------------------- |
|    | Italia (bandiera) | C     | Mauro Gilardi        |
|    | Italia (bandiera) | D     | Cristian Maggioni    |
|    | Italia (bandiera) | P     | Federico Marchetti   |
|    | Italia (bandiera) | D     | Alessandro Merlin    |
|    | Italia (bandiera) | C     | Mirko Monetta        |
|    | Italia (bandiera) | D     | Vincenzo Nardo       |
|    | Italia (bandiera) | D     | Claudio Patti        |
|    | Italia (bandiera) | P     | Matteo Pedrina       |
|    | Italia (bandiera) | C     | Pietro Rubino        |
|    | Italia (bandiera) | C     | Alfonso Selleri      |
|    | Italia (bandiera) | A     | Massimiliano Sessolo |
|    | Italia (bandiera) | A     | Ivano Sorrentino     |
|    | Italia (bandiera) | A     | Giuseppe Torromino   |
|    | Italia (bandiera) | A     | Paolo Zirafa         |